# فاميتشون (باد كاليه)
فاميتشون، باد كاليه (بالفرنسية: Famechon, Pas-de-Calais)‏ هي بلدية تقع في إقليم باد كاليه من منطقة نور با دو كاليه في شمال فرنسا. تبلغ مساحة هذه المدينة 4.61 (كم²)، وترتفع عن سطح البحر 87 م، يبلغ عدد سكانها 139 نسمة حسب إحصاء المعهد الوطني للإحصاء والدراسات الاقتصادية سنة 2009 م. وترأس Sébastien Henquenet البلدية خلال فترة (2001-2008).